# ZBOR
Pour les articles homonymes, voir Mouvement national.
Le Mouvement national yougoslave ZBOR (Jugoslavenski narodni pokret ZBOR), plus communément appelé ZBOR (ZBOR c'est-à-dire Rassemblement, étant l'acronyme de Združena borbena organizacija rada, soit Organisation militante unie du travail), était un parti politique yougoslave d'extrême droite, fondé en 1935 par Dimitrije Ljotić. Soutenu financièrement par le Troisième Reich pendant l'entre-deux-guerres, le ZBOR fournit des auxiliaires aux nazis durant l'occupation de la Yougoslavie. Le parti est dissous en 1945 et ses membres soumis à une violente épuration.

## Débuts du parti
Dimitrije Ljotić, brièvement ministre de la justice du royaume de Yougoslavie en 1931, démissionne lorsque le roi Alexandre Ier refuse son projet de constitution, jugé trop autoritaire. Il fonde ensuite le ZBOR, qui attire 10 000 adhérents. Parti de type fasciste, le ZBOR professe d'abord un nationalisme yougoslave unitaire, mais évolue avec le temps vers un nationalisme purement serbe et très attaché à la défense de l'orthodoxie, l'antisémitisme venant s'ajouter à son antiparlementarisme originel. Il n'attire que 1 % des suffrages lors des élections législatives de 1938, échouant à obtenir des élus à l'assemblée nationale. En 1939, le ZBOR s'oppose violemment à l'accord avec les Croates, qui aboutit à la création de la Banovina de Croatie, et accuse le régent Paul de conduire la Yougoslavie vers le communisme. Le gouvernement fait alors interdire le parti, dont de nombreux militants sont incarcérés,.

## Seconde Guerre mondiale: collaboration et fin du parti
En 1941, après l'invasion de la Yougoslavie, le ZBOR passe à la collaboration avec les occupants allemands. Ljotić est autorisé à former le Corps de volontaires serbes, qui sert d'auxiliaires aux Allemands dans la lutte contre les Partisans. Plusieurs membres du ZBOR participent au gouvernement collaborateur de Milan Nedić, mais pas Ljotić lui-même, qui préfère exercer une influence parallèle sur la politique de la Serbie occupée.
Par rapport aux autres auxiliaires comme la Garde nationale serbe ou les Tchetniks de Kosta Pećanac, les militants du ZBOR ont l'avantage de fournir aux Allemands des recrues déjà endoctrinées, fortement pénétrées d'une idéologie nationaliste, antisémite, anticommuniste et antimaçonnique, ayant de nombreux points communs avec le national-socialisme.
À la fin de la guerre, les membres du ZBOR et les volontaires sont évacués par les occupants en direction de la Slovénie, pour y mener des derniers combats alors que les Allemands sont en plein reflux. Ljotić lui-même meurt dans un accident de voiture fin avril 1945. Entre 1 500 et 3 000 membres du ZBOR sont massacrés par les Partisans et enterrés dans des fosses communes ; d'autres parviennent à émigrer à l'étranger, où ils animent des groupes d'exilés politiques.